# Ocellularia turgidula
Ocellularia turgidula är en lavart som beskrevs av Johannes Müller Argoviensis 1893. 
Ocellularia turgidula ingår i släktet Ocellularia och familjen Thelotremataceae. Inga underarter finns listade i Catalogue of Life.